# پنتزبرگ
پنتزبرگ (Penzberg) شهری است در بایرن آلمان، در نزدیکی مونیخ با جمعیت ۱۶۱۲۶ نفر (طبق آمارگیری سال ۲۰۰۵). پنزبرگ شهری تاریخی با معادن زغال سنگ است که امروزه بیشتر بخاطر صنایع داروسازی خود شهرت دارد.
مسجد و مرکز اسلامی این شهر از سوی گروهی از معماران با سابقه و برجسته آلمان بعنوان بهترین بنای معماری پنج سال اخیر بایرن آلمان معرفی شد.